# قلعه مهروشن
قلعه مهروشن مربوط به سده‌های میانه دوران‌های تاریخی پس از اسلام است و در شهرستان شاهرود، بخش میامی، دهستان کلاته‌های شرقی، جنوب غربی روستای پویه واقع شده و این اثر در تاریخ ۲۶ اسفند ۱۳۸۶ با شمارهٔ ثبت ۲۲۱۶۴ به‌عنوان یکی از آثار ملی ایران به ثبت رسیده است.